# 루이 르루아
루이 조제프 르루아(Louis Joseph Leroy)는 프랑스의 언론인, 작가, 장르 화가, 판화가로, 1812년 7월 11일 파리에서 태어나 1885년 7월 30일 파리 7구에서 사망했다. 특히 인상주의 화가들을 풍자하고자 "인상파"라는 용어를 만든 것으로 유명하다.

## 경력
언론인이자 예술 비평가로서, 르루아는 「주르날 아뮈장(Journal amusant)」, 「샤리바리(Charivari)」, 「골루아(Gaulois)」에서 30년 동안 글을 기고했다. 동시에 르루아는 「되찾은 길(Le Chemin retrouvé)」, 「대마(Le Hashisch)」와 같은 밝고 대중적인 희곡을 몇 편 쓰기도 했으며, 외젠 라비슈와 공동으로 두 편의 희곡, 「그는 경찰 출신이다(Il est de la police)」, 「볼테르를 불태우자!(Brûlons Voltaire !)」을 썼다. 또한 르루아는 풍경화를 그리기도 하며 자신의 기사에 실릴 삽화로 판화를 몇 개 만들기도 했다. 1835년부터 1861년까지, 르루아는 살롱 전시회에 정기적으로 전시를 내기도 했다.
루이 르루아는 "인상파"라는 용어를 처음으로 쓴 비평가로, 1874년 4월 25일 「르 샤리바리(Le Charivari)」에 실린 기사에서 클로드 모네의 그림, 「인상, 해돋이」에 대해 신랄하게 비판하면서 언급했다.